# والتر جاي سكينر
والتر جاي سكينر (بالإنجليزية: Walter Jay Skinner)‏ هو قاضي ومحامي أمريكي، ولد في 12 سبتمبر 1927 في واشنطن العاصمة في الولايات المتحدة، وتوفي في 8 مايو 2005.